# Wojciech Krawczuk
Wojciech Krawczuk (ur. 23 czerwca 1963 w Krakowie) – polski historyk, prof. dr hab. nauk humanistycznych w zakresie historii, od 2015 dyrektor Archiwum Narodowego w Krakowie.

## Życiorys
Jest synem historyka Aleksandra Krawczuka i Barbary. W 1986 ukończył studia z zakresu filologii szwedzkiej, a w 1988 studia historyczne na Wydziale Filozoficzno-Historycznym UJ. W 1986 rozpoczął pracę w Instytucie Badań Polonijnych UJ, skąd w 1990 przeszedł do Zakładu Nauk Pomocniczych Historii i Archiwistyki w Instytucie Historii UJ. Tam też obronił w 1994 pracę doktorską pt. Organizacja i funkcjonowanie kancelarii koronnej za Zygmunta III Wazy. W 2003 Rada Wydziału Historycznego UJ nadała mu stopień doktora habilitowanego, na podstawie pracy: Metrykanci koronni. Rozwój registratury centralnej od XVI do XVIII wieku. Obecnie kieruje Pracownią Archiwistyki i Metod Kwantytatywnych w Instytucie Historii UJ. W 2021 uzyskał tytuł profesorski.
W roku akademickim 1996/1997 był stypendystą Bundestagu na Uniwersytecie w Bonn. Pełnił także funkcję dyrektora Fundacji Wspierania Inicjatyw Ekologicznych. Jest organizatorem obozów studenckich, dokumentujących zabytkowe inskrypcje niemieckie w Kożuchowie.

## Publikacje
- 1989: Inwentarz zbioru archiwalnego ks. Jana Pitonia CM
- 1990: Materiały do bibliografii dziejów mniejszości polskich i Polonii w ZSRR (współautor)
- 1993: Pieczęcie Zygmunta III Wazy
- 1995: Kancelaria koronna a sejm walny, Instructuarium (opracowanie, tłum, wstęp)
- 1995: Metryka Koronna za Zygmunta III Wazy
- 1999: Księga wpisów kancelarii koronnej podkanclerzego Tomasza Zamoyskiego z lat 1628-1635 ze zbiorów sztokholmskiego Riksarkivet sygnatura Skokloster E(nskilda) 8636
- 1999: Niemieckie inskrypcje w Polsce. Deutsche Inschriften in Polen. T. I. Kożuchów Freystadt
- 1999: Sumariusz Metryki Koronnej, seria nowa T. I
- 2001: Sumariusz Metryki Koronnej, seria nowa T. II, Kraków 2001 (redakcja i udział w opracowaniu)
- 2002: Metrykanci koronni. Rozwój registratury centralnej od XVI do XVIII w.
- 2005: Sumariusz Metryki Koronnej, seria nowa T. III (redakcja i udział w opracowaniu)
- 2017: Slaktarebenck czyli Krwawe jatki księcia Karola Sudermańskiego (tłumaczenie, opracowanie i wstęp)
- 2019: Wierni królowi : Szwedzi i Finowie na uchodźstwie w Rzeczypospolitej Obojga Narodów w pierwszej połowie XVII wieku
- 2022: King's Faithful Servants. Refugees from Sweden and Finland in Poland-Lithuania in 1598-1655